# Jatimatic
A Jatimatic (Jali Timari Automatic) é uma submetralhadora finlandesa de calibre 9×19mm Parabellum desenvolvida no final da década de 1970 e início da década de 1980 por Jali Timari. A submetralhadora estreou em 1983. A Jatimatic foi fabricada em número muito limitado (aproximadamente 400 unidades), inicialmente pela Tampereen Asepaja Oy de Tampere e, posteriormente, pela Oy Golden Gun Ltd (como GG-95 PDW, reintroduzida sem sucesso em 1995). A arma de fogo foi projetada principalmente para policiais, forças de segurança e equipes de veículos blindados. Nunca foi adotada em serviço pelas Forças de Defesa da Finlândia, embora a versão posterior, GG-95 PDW, tenha sido testada pelas Forças de Defesa da Finlândia na década de 1990.

## Detalhes do projeto
A Jatimatic é uma arma de fogo automática, de ferrolho aberto e blowback. Uma característica única deste projeto é o ângulo dos trilhos-guia do ferrolho em relação ao eixo do cano. Quando disparada, o ferrolho telescópico, que envolve o cano na maior parte de seu comprimento, recua em um plano inclinado a um ângulo de 7° em relação ao cano, proporcionando um elemento de frenagem ao ferrolho e também resistindo ao movimento ascendente do cano durante o disparo totalmente automático. Este arranjo alinha a mão do atirador envolvendo o punho de pistola diretamente com o eixo longitudinal do cano. O punho de pistola também está localizado mais alto do que em muitas outras submetralhadoras, fazendo com que o recuo seja direcionado para trás, em direção ao operador, em vez de para cima, eliminando a subida do cano e tornando a arma mais controlável ao ser disparada com uma mão.
A submetralhadora utiliza carregadores destacáveis de 20 ou 40 cartuchos, feitos de alumínio extrudado com um seguidor de plástico e uma mola e placa de piso de aço. A arma também pode acomodar carregadores projetados para o modelo sueco Carl Gustav M/45 e, com algumas modificações, para o Smith & Wesson M76. A arma possui câmara para o cartucho de pistola 9×19mm Parabellum, padrão OTAN.
Recarregar a arma envolve carregar a empunhadura vertical frontal dobrável, que também serve como alavanca de manejo. A empunhadura é acionada e travada para a frente com uma trava de mola e, em seguida, carregada para trás e guiada para a frente a fim de armazenar uma munição. A empunhadura frontal não retribui com o ferrolho durante o disparo e também atua como um mecanismo de segurança na posição retraída (dobrada), imobilizando o ferrolho tanto na posição frontal quanto na traseira, utilizando uma saliência na empunhadura para engatar e encaixar em um entalhe no ferrolho. Isso permite que a arma seja transportada com segurança, carregada ou descarregada, e oferece um recurso de segurança contra quedas.
A Jatimatic tem uma mira de ferro do tipo aberta fixada para 100 m.

## História
A arma, projetada como uma arma de vigilância para fácil ocultação em trajes civis, logo ganhou reputação criminosa quando um lote de 22 armas foi roubado da oficina em 1984. A licença de fabricação da loja, Tampereen Asepaja, foi revogada e nenhuma peça é mais produzida. A arma de fogo pode ser vista no filme Amanhecer Violento de 1984, bem como no filme Stallone Cobra de 1986, empunhada por Sylvester Stallone. Também é usada como arma principal do vigilante da DC Comics, Cão Raivoso.

## Clones
A Norinco Modelo 411 é uma clone da Jatimatic fabricada na China e exportada pela Norinco. É praticamente idêntica à Jatimatic original, com exceção das miras de ferro simplificadas. Não só possui câmara de 9×19mm Parabellum, como o original, como também está disponível em 7,62×25mm Tokarev. As datas de produção e a quantidade são desconhecidas.